# Pensiero paolino

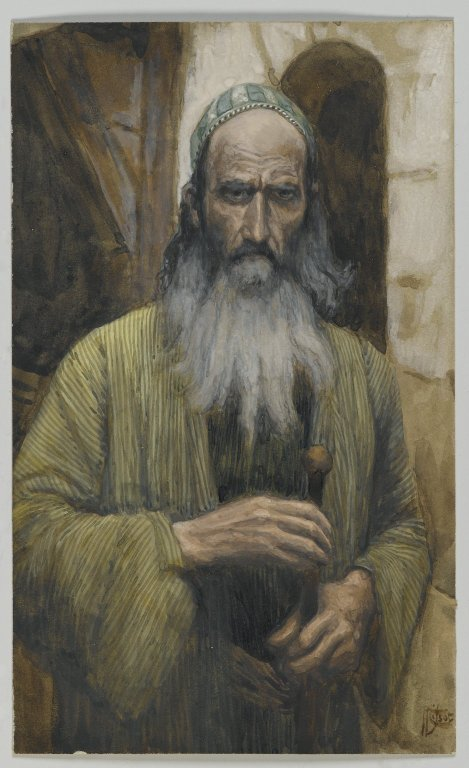
San Paolo, acquerello di James Tissot, 1886-1894, Brooklyn Museum

Il pensiero paolino (detto anche dottrina paolina, teologia paolina o paolinismo), rappresenta, dal punto di vista cronologico e anche per importanza rivestita nella tradizione successiva, la prima forma di teologia cristiana. Le sue lettere sono state composte negli anni 50 e 60, prima dei vangeli sinottici (Matteo, Marco e Luca, che contengono nozioni teologiche le quali sono però soprattutto implicite, non sviluppate ampiamente e sistematicamente, e non riguardano il valore teologico della risurrezione che è solo narrata), del vangelo di Giovanni (l'evangelista teologo per eccellenza, che esalta la natura divina di Gesù-Logos), e della lettera agli Ebrei (il cui autore, probabilmente Apollo, interpreta il valore salvifico dell'operato di Gesù con categorie proprie della tradizione ebraica, concentrandosi però più sulla sua morte che sulla sua risurrezione).
Il punto centrale del pensiero teologico di Paolo, il quale si inserisce nella tradizione ebraica farisaica, è il Cristo morto e risorto, poiché il concetto di Resurrezione era molto importante nella corrente farisaica e nella concezione Paolina era fondamentale, tanto che lui scrisse nella Prima lettera ai Corinzi al capitolo 15 che la predicazione e la Fede si basano sulla resurrezione di Gesù, senza quella sarebbe tutto vano. Attorno a questo fulcro si concentra il "vangelo paolino" annunciato durante le sue predicazioni missionarie, e ad esso sono collegate le intuizioni teologiche contenute nelle sue lettere circa teologia, soteriologia, morale, ecclesiologia ed escatologia.
Nelle sue lettere queste intuizioni non sono strutturate in maniera organica, alla maniera dei catechismi cristiani moderni, ma compaiono in maniera frammentaria e talvolta ambigua: la successiva tradizione cristiana si è divisa sull'interpretazione di alcuni concetti paolini, in particolare circa la questione fede/opere che sta alla base della Riforma protestante di Lutero e Calvino.

## Gesù e Paolo
Gesù, che Paolo indica comunemente con gli epiteti "Christos" (cioè Messia), usato come nome proprio, e "Kyrios" (Signore), rappresenta il centro e fondamento del pensiero paolino. Il rapporto Gesù-Paolo può essere esaminato sotto tre punti di vista: tra le due persone fisiche, tra il messaggio di Paolo e il messaggio di Gesù, tra il messaggio di Paolo e Gesù.
Circa il rapporto fisico tra Gesù e Paolo, nei vangeli canonici non compare mai Paolo, e sia dalle sue lettere che dagli Atti non pare che abbia conosciuto personalmente Gesù durante la sua predicazione in Palestina attorno all'anno 30 (probabilmente 28-30, vedi Data di morte di Gesù), nonostante Paolo vivesse in quel periodo a Gerusalemme. Il legame Gesù-Paolo è dunque principalmente un legame teologico, basato sulla fede nel risorto che, secondo la descrizione di Atti, incontrò sulla via di Damasco mentre andava a cercare i seguaci di Gesù, e li, ebbe la visione che lo portò ad essere cristiano.

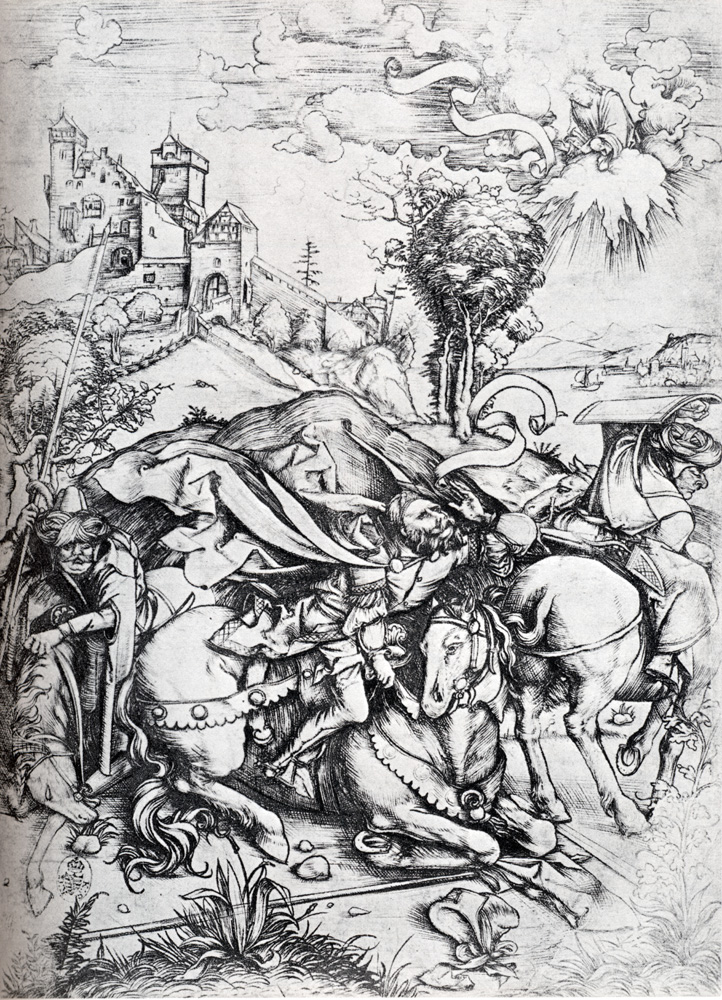
Conversione di Paolo, incisione di Albrecht Dürer, 1494

Circa il rapporto tra il messaggio diffuso da Paolo durante la sua predicazione e nelle lettere e il messaggio predicato da Gesù, questo non è di immediata comprensione. Le lettere paoline non riportano esplicitamente episodi (come nascita, vita, morte, miracoli) o detti o parabole relativi a Gesù, a parte sporadiche eccezioni (come la descrizione dell'istituzione dell'Eucaristia in 1Cor11,23-26) o alcuni sporadici riecheggiamenti, impliciti o espliciti. Anche il Regno di Dio, vero oggetto della predicazione di Gesù, compare in Paolo solo alcune volte e in forma di poco più che accenni. Questa mancanza nelle lettere di citazioni gesuane viene vista dai biblisti moderni non come una discontinuità storica tra i due messaggi ("Paolo non predicò né la vita né il messaggio di Gesù, il Regno di Dio"), ma come dovuta alla mancanza di una inutile ripetizione di un messaggio che era comunque predicato (v. p.es. 1Ts5,2: "Voi ben sapete...") attraverso tradizioni orali e/o le prime raccolte scritte (i quattro vangeli furono definitivamente redatti dopo Paolo).
Il terzo aspetto, quello tra il messaggio di Paolo e Gesù, è quello più significativo. È innegabile che vi sia una certa continuità tra vita e messaggio di Gesù e pensiero di Paolo, ma il vero fulcro fondamentale del messaggio paolino è rappresentato dalla risurrezione di Gesù, aspetto che non poteva essere esplicitamente presente nella sua predicazione itinerante palestinese. Attorno a Gesù risorto si collocano le principali intuizioni teologiche dell'apostolo.

## Cristologia paolina

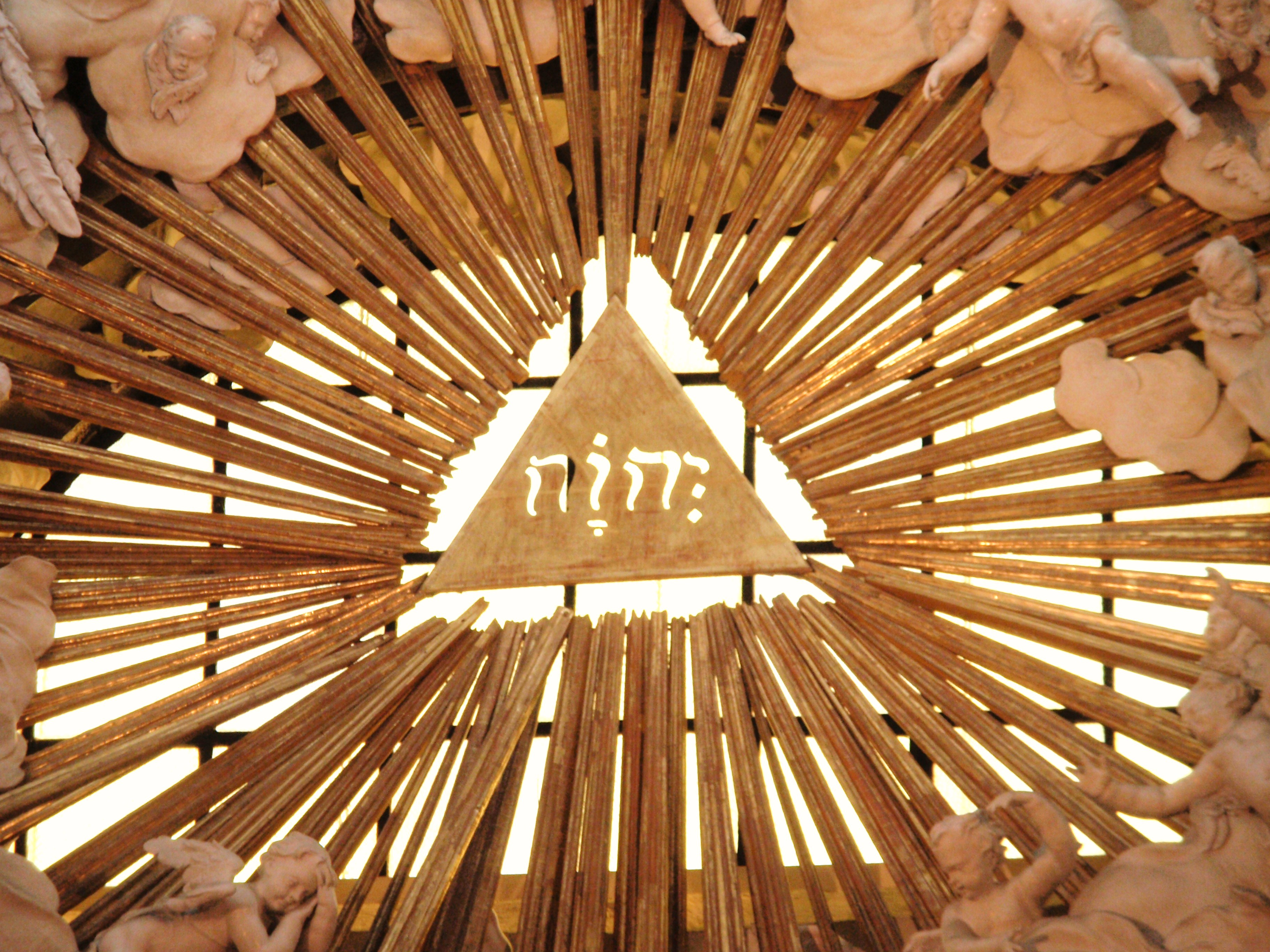
Il tetragramma biblico nel triangolo, simbolo della Trinità. Karlskirche, Vienna.

Come gli altri autori neotestamentari Paolo considera Gesù come il Cristo, cioè il Messia atteso dalla tradizione ebraica, ma non lo considera un semplice uomo in quanto gli attribuisce, oltre alla natura umana, anche quella divina. In questo il Cristianesimo si colloca in netto contrasto con la tradizione ebraica (secondo le descrizioni dei vangeli, il motivo ufficiale della condanna a morte di Gesù fu proprio la sua pretesa di essersi equiparato a Dio, vedi Processo di Gesù). I passi paolini che attribuiscono a Gesù la natura divina lo fanno in maniera esplicita, implicita, o gli attribuiscono caratteristiche proprie della natura divina o di uguaglianza a Dio.
L'unico passo chiaro ed esplicito relativo alla divinità di Gesù è Tt2,13, che lo definisce "grande Dio e salvatore". Nelle altre accezioni in cui Paolo usa il termine Dio è riferibile a Dio Padre, talvolta esplicitamente distinto da Gesù. Il valore teologico di questo passo viene sminuito da alcuni biblisti cristiani che negano l'origine paolina della Lettera a Tito (e delle altre lettere pastorali), considerandola pseudoepigrafa e datandola a fine I secolo, e da biblisti di movimenti religiosi che negano la piena divinità di Gesù, i quali interpretano o modificano diversamente il passo paolino.
Più controversa è l'interpretazione di Rm9,5 a causa anche della mancanza dei segni di punteggiatura nei manoscritti neotestamentari greci più antichi (onciali). La costruzione grammaticale della frase porta a interpretarla come un'esplicita affermazione della divinità di Gesù ("Cristo secondo la carne, egli che è sopra ogni cosa, Dio benedetto nei secoli"). È possibile però ipotizzare una punteggiatura diversa ("Cristo secondo la carne. [Sia] Dio, che è sopra ogni cosa, benedetto nei secoli"), che distingue Cristo da Dio, ma corrisponde a una struttura grammaticale atipica nel greco neotestamentario.
La natura divina viene implicitamente attribuita a Gesù nell'inno cristologico di Filippesi (2,6), dove viene detto essente "in forma divina" (ἐν μορφῇ Θεοῦ) e "essere uguale a Dio (Padre)" (εἶναι ἴσα Θεῷ). Nell'inno cristologico di Colossesi (1,15) viene detto "immagine del Dio invisibile" (εἰκὼν τοῦ Θεοῦ τοῦ ἀοράτου), e così anche in 2Cor4,4.
In altri passi vengono attribuite a Gesù caratteristiche proprie della natura divina, incompatibili con la natura umana, come la preesistenza e l'essere artefice della creazione (Col1,15-17; 1Cor8,6). Entrambe queste caratteristiche venivano, nella tradizione ebraica precristiana, attribuite alla Sapienza di Dio. Paolo, oltre ad attribuirle a Gesù, lo definisce esplicitamente come Sapienza in 1Cor1,24.30.
Lo Spirito Santo riveste nel pensiero di Paolo un ruolo fondamentale circa la vita e l'organizzazione della Chiesa (vedi dopo Ecclesiologia), non tanto in quanto realtà preesistente e compartecipe della creazione. In 2Cor13,13 Paolo nomina assieme il Signore Gesù Cristo, Dio (Padre) e lo Spirito Santo. Non chiarisce la natura del legame tra i tre, considerati in maniera in qualche modo paritaria, e la tradizione cristiana ha interpretato questo passo (assieme al simile Mt28,19 ed altri) come fondamento scritturale del dogma della Trinità, già implicito nel riconoscimento della divinità di Gesù.
Con Adamo inizia il regno della colpa e della morte, con lui l'umanità intera si allontana da Dio e la legge di Mosè non riesce, con i suoi precetti, ad infondere alla coscienza una forza morale che la salvi (Romani, 7, 7 sgg). Cristo instaura il regno della vita e della grazia: egli è l'unico sacerdote e mediatore fra Dio e l'umanità, con lui tutti gli uomini muoiono nel peccato e rinascono alla vita eterna (Ebrei 4, 14, 5, 5; I Timoteo, 2, 5); del suo corpo noi partecipiamo formando un'unità divina (prima lettera ai Corinzi, 10, 17) e di questo corpo mistico lo Spirito Santo è l'anima vivificante, in cui l'uomo, trova la sua libertà interiore: "dove è lo Spirito del Signore ivi è la libertà" (seconda lettera ai Corinzi, 3, 17).

## Antropologia
Circa l'antropologia di Paolo, al pari di tutte le altre cose l'uomo è stato creato tramite Gesù Cristo (v. sopra), ed era caratterizzato da una bontà originaria. 
Tuttavia in seguito al peccato originale di Adamo e ai successivi peccati degli uomini la condizione della natura umana è sostanzialmente negativa: "Non c'è nessun giusto, neppure uno" (Rm3,10, vedi anche Rm 2,7-10.14; 3,10-12.23; 5; 6,17.20; 8,19-23; Ef4,18; Col1,21). Questa componente negativa è però bilanciata, nel pensiero di Paolo, dalla possibilità di salvezza nell'adesione a Cristo (giustificazione, vedi dopo).
Una parte della tradizione cristiana successiva ha enfatizzato il pessimismo antropologico paolino: in particolare Agostino definisce l'umanità come una "massa dannata", ripreso poi da Lutero e dalla tradizione protestante (vedi Depravazione totale).
Particolare è l'antropologia tripartita di 1Ts5,23: "spirito, anima e corpo" (πνεῦμα, ψυχὴ, σῶμα). Essa non ha altri riscontri né nell'Antico né nel Nuovo Testamento. Dai biblisti contemporanei il versetto viene inteso non come una vera e propria tripartizione, ma come indicazione dell'uomo nella sua totalità: spirito (rapporto con Dio), anima (rapporto con i propri stati mentali), corpo (rapporto con le cose).

## Soteriologia
La soteriologia (cioè il discorso teologico relativo alla salvezza) paolina si fonda sulla crocifissione ("scandalo per i Giudei, stoltezza per i pagani" 1Cor1,23) e soprattutto risurrezione di Gesù, tema dominante nelle lettere paoline. Nel riconoscere la risurrezione di Gesù, della quale non mette in dubbio la storicità (1Cor15,3-8), Paolo non si allontana dalla tradizione ebraica farisaica, la quale (a differenza dei Sadducei) accettava la dottrina della risurrezione come premio futuro per i giusti. 

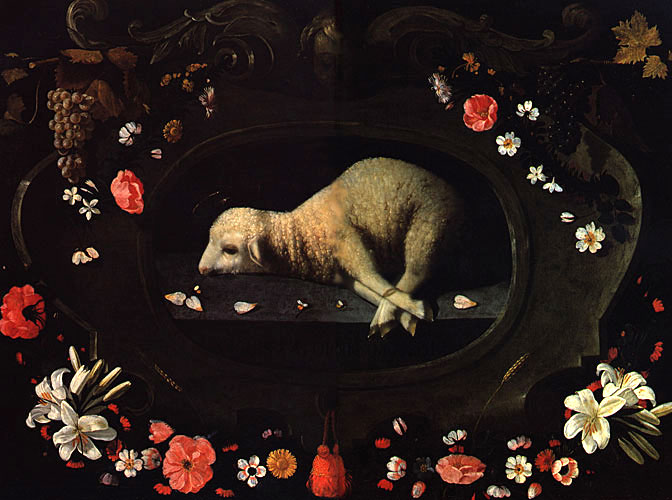
Agnello Pasquale, di Josefa de Óbidos, 1660-1670

Anche l'attribuzione del valore salvifico alla crocifissione non è il proprium teologico paolino: la Lettera agli Ebrei interpreta la morte in croce di Gesù con categorie proprie della tradizione ebraica, considerando Gesù vittima (agnello di Dio) e sacerdote, il cui sacrificio volontario è il compimento e superamento dei riti sacrificali tipici della religiosità dell'Antico Testamento necessari per riconciliare gli uomini peccatori con Dio.
Il punto di discontinuità di Paolo e del cristianesimo con l'ebraismo, oltre al riconoscimento della divinità di Gesù, è l'importanza fondamentale che la sua risurrezione riveste per i singoli credenti, tanto da costituire il centro della fede cristiana: "Se Cristo non è risuscitato, allora è vana la nostra predicazione ed è vana anche la vostra fede" (1Cor15,14). Il motivo di questa importanza sta nel fatto che il credente, in maniera misteriosa e grazie al battesimo, diventa compartecipe del destino di Cristo di morte e risurrezione: "Per mezzo del battesimo siamo dunque stati sepolti insieme a lui nella morte, perché come Cristo fu risuscitato dai morti per mezzo della gloria del Padre, così anche noi possiamo camminare in una vita nuova" (Rm6,3-11, vedi anche Rm4,25; Fl3,10-11; 1Cor15,20-22; Col2,12-13). Grazie alla risurrezione di Gesù l'uomo ottiene la cosiddetta "adozione filiale", diventando Figlio di Dio come lo è Gesù (Gal4,4-7).
Grazie alla risurrezione di Cristo il pensiero di Paolo esce dal pessimismo antropologico che lo caratterizza (v. sopra): "laddove è abbondato il peccato, ha sovrabbondato la grazia, perché come il peccato aveva regnato con la morte, così regni anche la grazia con la giustizia per la vita eterna, per mezzo di Gesù Cristo nostro Signore" (Rm5,20-21).

## Giustificazione e grazia
Il concetto teologico-soteriologico che fa da tramite tra la risurrezione di Cristo e la vita dei credenti in lui è la giustificazione (δικαίωσις, dikàiosis), "l'articolo per mezzo del quale la Chiesa si regge o cade". Esso è, nella sostanza, equivalente a "redenzione", "santificazione", "glorificazione", "salvezza", e comporta la realizzazione di un cambiamento nel rapporto tra Dio e l'umanità corrotta dal peccato originale e dagli altri peccati degli uomini, operato da Dio stesso, in vista del ristabilimento dello stato di giustizia originario. Nell'esistenza presente si manifesta con una "vita nuova" del cristiano, e nella vita futura dopo la risurrezione comporta la compartecipazione alla gloria di Dio (paradiso).
La grazia (χάρις, chàris) è un concetto paolino strettamente collegato con la giustificazione: si tratta del favore o benevolenza che Dio mostra nei confronti dell'uomo peccatore, nonostante questi non se lo meriti. La giustificazione è l'effetto della grazia: "tutti hanno peccato e sono privi della gloria di Dio, ma sono giustificati gratuitamente per la sua grazia, in virtù della redenzione realizzata da Cristo Gesù" (Rm3,24). Nella vita della Chiesa la grazia è correlata ai doni dello Spirito o carismi (vedi dopo Ecclesiologia).
Connesso ai temi della grazia e della giustificazione è quello della predestinazione. Dio ha concesso la grazia e la giustificazione a coloro che ha predestinato alla salvezza: "Quelli che egli [Dio] da sempre ha conosciuto li ha anche predestinati ad essere conformi all'immagine del Figlio suo, perché egli sia il primogenito tra molti fratelli" (Rm8,29). Questa predestinazione di alcuni va considerata, in maniera complementare, con la volontà di Dio di una salvezza universale: "[Dio] vuole che tutti gli uomini siano salvati e arrivino alla conoscenza della verità" (1Tim 2,4).
La successiva tradizione cristiana ha sottolineato della giustificazione caratteristiche distinte: a grandi linee e con notevoli distinguo tra i vari autori, mentre la tradizione protestante (luterana ma soprattutto calvinista, vedi elezione incondizionata) ha posto l'accento sull'operato di Dio, esaltandone la gratuità della giustificazione-grazia-salvezza (è Dio che salva chi vuole, alla nascita l'uomo è già predestinato o meno alla salvezza), la tradizione cattolica ha posto l'accento sull'operato dell'uomo, esaltando l'importanza del libero arbitrio e dell'impegno nella vita terrena (è centrale la collaborazione dell'uomo all'offerta di salvezza di Dio).
L'interpretazione del rapporto tra fede e opere nell'ambito della dottrina della giustificazione è stata al centro dello scisma tra cattolici e protestanti nel XVI secolo.

## Fede e opere
Il rapporto tra fede e opere in Paolo va relativizzato alla predicazione di Gesù e al vivace clima del cristianesimo apostolico. La maggior parte dei primi cristiani, tra i quali anche Paolo, appartenevano alla tradizione religiosa ebraica (definiti perciò giudeo-cristiani dai moderni), la quale era caratterizzata dall'osservanza una lunga serie di precetti (vedi 613 mitzvòt) contenuti nella Torah (Legge). Gesù, durante la sua predicazione itinerante, in linea di principio non si mostrò contrario ai precetti della legge (vedi in particolare Mt5,17-20), ma ne criticò aspramente la modalità esteriore e formale con la quale le autorità farisaiche li applicavano e insegnavano ad applicarli, arrivando di fatto a rigettarne alcuni (come la rigida osservanza del riposo sabbatico e i numerosi precetti alimentari). Per Gesù, in questo non dissimile dai molti profeti veterotestamentari, il centro della Legge era l'amore a Dio e al prossimo (Mt22,35-40), gli altri precetti erano importanti nella misura in cui erano conformi a questo duplice comandamento.
Durante la sua predicazione rivolta principalmente ai pagani greco-romani, Paolo mise al centro del suo annuncio la morte e la risurrezione di Gesù, trascurando di fatto la lunga precettistica ebraica (in primis la circoncisione) che era estranea dalla tradizione religiosa pagana. Facendo questo si attirò le critiche dei giudeo-cristiani. La situazione fu formalmente risolta durante il Concilio di Gerusalemme (circa 48-49), nel quale fu stabilito che i nuovi convertiti non dovessero osservare i precetti ebraici, neanche la circoncisione, ma solo astenersi "dalle carni offerte agli idoli, dal sangue, dagli animali soffocati e dalla impudicizia" (At15,28-29). La soluzione però fu tutt'altro che pacifica e diversi falchi della componente giudeo-cristiana continuarono negli anni seguenti la loro opposizione a Paolo (At21,21, circa 57-58).

Legge e Grazia, di Lucas Cranach il Vecchio, 1529, Národní galerie

La concettualizzazione teorica paolina del problema è presente principalmente nella lettera ai Galati e ai Romani. Alle "opere della Legge" (cioè l'attualizzazione esteriore dei riti e precetti ebraici) Paolo contrappone la fede (cioè l'adesione interiore a Gesù Cristo morto e risorto), assegnando valore soteriologico prevalentemente a questa. 
Il valore soteriologico della Legge viene dunque quanto meno relativizzato: "La legge è per noi come un pedagogo che ci ha condotto a Cristo, perché fossimo giustificati per la fede. Ma appena è giunta la fede, noi non siamo più sotto un pedagogo" (Gal3,24-25); "Non avete più nulla a che fare con Cristo voi che cercate la giustificazione nella legge; siete decaduti dalla grazia. Noi infatti per virtù dello Spirito, attendiamo dalla fede la giustificazione che speriamo" (Gal5,4-5); "Noi riteniamo infatti che l'uomo è giustificato per la fede indipendentemente dalle opere della legge" (Rm3,28). La successiva tradizione cristiana ha accolto questa interpretazione paolina rigettando l'estesa precettistica formale ed esteriore contenuta nell'Antico Testamento (per esempio, per il cristianesimo non è necessaria la circoncisione).
Nel XVI secolo il tema del rapporto tra fede e opere tornò alla ribalta con la predicazione di Lutero. La vita cristiana nella Chiesa cattolica di allora era caratterizzata, come è noto, da una eccessiva attenzione posta al culto delle reliquie (che venivano talvolta considerate come oggetti magici e/o amuleti), alla venerazione dei santi (che venivano talvolta visti come semi-divinità) e alla "pia devozione" (de facto, una sorta di commercio) delle indulgenze (che potevano essere considerate come una sorta di "salvacondotto" da acquistare mentre si poteva condurre una vita dissoluta). Lutero si scagliò energicamente contro questi eccessi, considerandoli una nuova versione di "opere della Legge", mettendo al centro nuovamente l'adesione interiore del cristiano, tramite la fede, al mistero di Gesù Cristo (sola fide). Nei cinque secoli successivi, a grandi linee, la tradizione protestante ha continuato a mettere al centro della vita cristiana la fede, intesa adesione interiore a Cristo, mentre la tradizione cattolica ha sottolineato l'importanza delle opere, intese come azioni fattive di carità. La Dichiarazione congiunta sulla dottrina della giustificazione (Augusta, 31 ottobre 1999), redatta da teologi cattolici e luterani, ha chiuso il dibattito secolare stabilendo la complementarità e non l'esclusività delle due interpretazioni.

## Morale
Alla condotta morale Paolo dedica gli ultimi capitoli di alcune delle sue lettere (cosiddette sezioni "parenetiche", cioè esortative), mentre le parti iniziali si concentrano sui concetti dogmatici sopra esposti. Anche in questi testi la trattazione non è propriamente sistematica ma si tratta di indicazioni di vario genere, spesso contestualizzate in problemi che riguardavano i credenti e le comunità alle quali scriveva.
Il fondamento della morale sociale paolina è l'uguaglianza degli esseri umani in Cristo Gesù, che ha creato e redento tutti indistintamente: "Non c'è più giudeo né greco; non c'è più schiavo né libero; non c'è più uomo né donna, poiché tutti voi siete uno in Cristo Gesù" (Gal3,28). Questa uguaglianza, presente già nel messaggio di Gesù, rappresenta una notevole discontinuità con la tradizione religiosa e sociale sia ebraica che pagana. Paolo riprende da Gesù anche il nucleo centrale della morale: l'agape (αγάπη), solitamente tradotto con "carità" ma che ha un significato semantico più ampio della semplice elemosina che il termine italiano solitamente indica (Rm13,8-10 e soprattutto il celebre "Inno alla carità" di 1 Corinzi 13.
Dal punto di vista pratico, Paolo (come Gesù) non fu un rivoluzionario, cioè non propose l'abolizione delle strutture ingiuste della società. Non predicò direttamente l'abolizione della guerra, né della schiavitù (Ef6,5;Col3,22-25), né la ribellione contro governi iniqui (Rm13,1-3), né l'emancipazione delle categorie socialmente svantaggiate (donne Ef5,24;Col3,18-19, figli Ef6,1, poveri). Tuttavia alcuni passi delle sue lettere portano il cristiano a rigettare di fatto l'ingiustizia nelle relazioni sociali: Paolo predicò l'amore per i nemici (Rm12,20), un trattamento giusto ed umano nei confronti degli schiavi (Ef6,9;Col4,1;Fm15-16), il dovere dei mariti di amare le mogli come loro stessi (Ef5,28) e di non essere severi coi figli (Ef6,4), il dovere di aiutare i poveri (tema centrale della cosiddetta "colletta dei santi" ricorrente in alcune sue lettere).

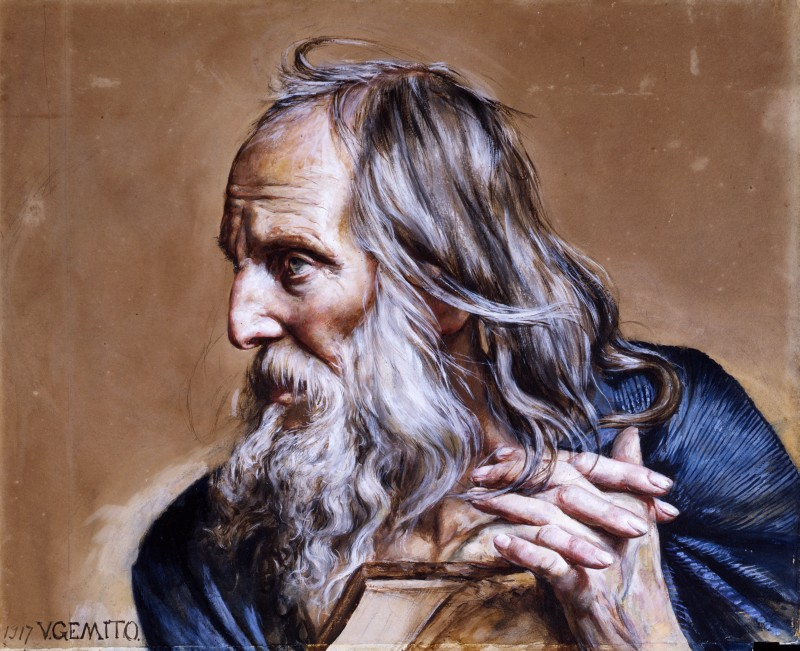
Il filosofo o San Paolo, di Vincenzo Gemito, 1917

Circa la condotta sessuale, Paolo si trova in continuità con gli insegnamenti della tradizione ebraica e di Gesù, esaltando il valore del matrimonio e condannando i comportamenti sessuali extraconiugali. Diversamente dalla predicazione di Gesù, rivolta a Ebrei saldamente radicati nella Legge ebraica, il tema delle condanne sessuali è particolarmente presente nelle lettere paoline, in quanto nel mondo greco-romano in cui sono inserite le sue comunità erano comuni varie forme di licenza sessuale. Ricorrente è la condanna della porneia, che indica genericamente ogni tipo di relazione sessuale extraconiugale o contro natura, variamente tradotta con "prostituzione", "fornicazione", "impurità", "adulterio". Anche l'omosessualità è espressamente condannata da Paolo (Rm1,26-27;1Cor6,9-10;1Tim1,9-10).
Un elemento presente nel pensiero paolino, che non poteva trovarsi nella tradizione ebraica e nell'insegnamento di Gesù, è quello dell'accostamento della relazione moglie-marito a quella Cristo-Chiesa (Ef5,31-32;2Cor11,2). Diversamente dalla Legge ebraica, che ammetteva il ripudio della moglie da parte del marito, e seguendo Gesù, Paolo considera il matrimonio indissolubile da ambo le parti (1Cor7,10). Fa però eccezione il cosiddetto "privilegio paolino", il divorzio nel caso di un coniuge non credente (1Cor7,15), assente nell'insegnamento di Gesù e accolto dalla successiva tradizione cristiana.
Diversamente dalla tradizione ebraica (a eccezione degli esseni) Paolo, come Gesù, ammette la superiorità del celibato: sposarsi è bene, non sposarsi è meglio (1Cor7). Questa preferenza è stata accolta dalla successiva tradizione cristiana (vedi il celibato che caratterizza chierici, monaci e frati) e in seguito rigettata dalla tradizione protestante.

## Ecclesiologia
Circa l'ecclesiologia, cioè la riflessione su struttura, vita e scopo della Chiesa, si notano nella vita e nelle lettere di Paolo le due tendenze che segneranno la riflessione teologica successiva:
- ecclesiologia gerarchica o verticale. In questa accezione la Chiesa è una struttura verticale rigidamente gerarchica con ruoli prestabiliti. Secondo i testi biblici, Paolo è stato chiamato da Gesù sulla via di Damasco, è stato scelto con Barnaba tramite l'imposizione delle mani per il primo viaggio missionario (At13,1-3[64]), a sua volta durante le visite nelle sue comunità ha istituito guide delle chiese locali (vescovi = controllori e presbiteri = anziani). Questo modello, ripreso e sviluppato in particolare da Ignazio di Antiochia, dai teologi contemporanei viene detto "istituzionale" o "monarchico", ossia con un solo principio, il vescovo (anche se nelle comunità paoline la distinzione tra vescovo e presbitero non appare netta), che nella sua comunità dirige-comanda i fedeli i quali hanno il dovere di servirlo. La successiva tradizione cristiana ha organizzato una propria gerarchia sull'esempio di quella presente nelle prime comunità paoline.
- ecclesiologia carismatica o orizzontale. In questa accezione la Chiesa è una comunità paritaria (orizzontale) di fedeli in Cristo, ognuno dei quali è caratterizzato da compiti, propensioni, caratteristiche proprie utili alla vita ecclesiastica. Nelle primitive comunità cristiane, secondo i testi biblici, erano numerosi i "carismi" (= doni in greco) di natura soprannaturale, infusi dallo Spirito Santo sui credenti: sapienza, miracoli, guarigioni, profezia, parlare in lingue. Celebre è la definizione che diede Paolo della Chiesa intesa come un tutt'uno col "corpo di Cristo", in cui ogni membro/credente fa cioè parte in maniera complementare dell'unico corpo/Chiesa (vedi in particolare 1Cor12[65]). In quest'ottica le guide della comunità hanno il dovere di servire i carismi presenti nella comunità, riconoscendoli e valorizzandoli.

La Riforma protestante ha rigettato in blocco la dimensione verticale-gerarchia-monarchica che ha continuato a sussistere nelle altre chiese. Nella Chiesa cattolica, il Concilio Vaticano II (1962-1965) ha riconsiderato la dimensione gerarchica rivalutando la dimensione ecclesiologica carismatica.

## Escatologia
Circa l'escatologia, cioè "il discorso sulle cose ultime", Paolo si inserisce nella tradizione ebraica propria anche di Gesù. Alla fine dei tempi ci sarà il "giorno del Signore Gesù" (giorno del giudizio), in seguito al quale cesserà il male nelle creazione e gli uomini (sia quelli in vita che quelli già morti che saranno risuscitati) saranno destinati, in base alla loro condotta durante la vita, o alla gloria eterna (paradiso) o alla perdizione eterna (inferno).
Il proprium paolino e cristiano sta nel fatto che anche in campo escatologico Gesù Cristo è il punto centrale, grazie al quale si compie la risurrezione dai morti e la salvezza eterna (1Ts 4,13-18; 1Cor15,19-58; 2Cor5,1-10; Fl3,20-21).